# St. Nikolaus (Louny)

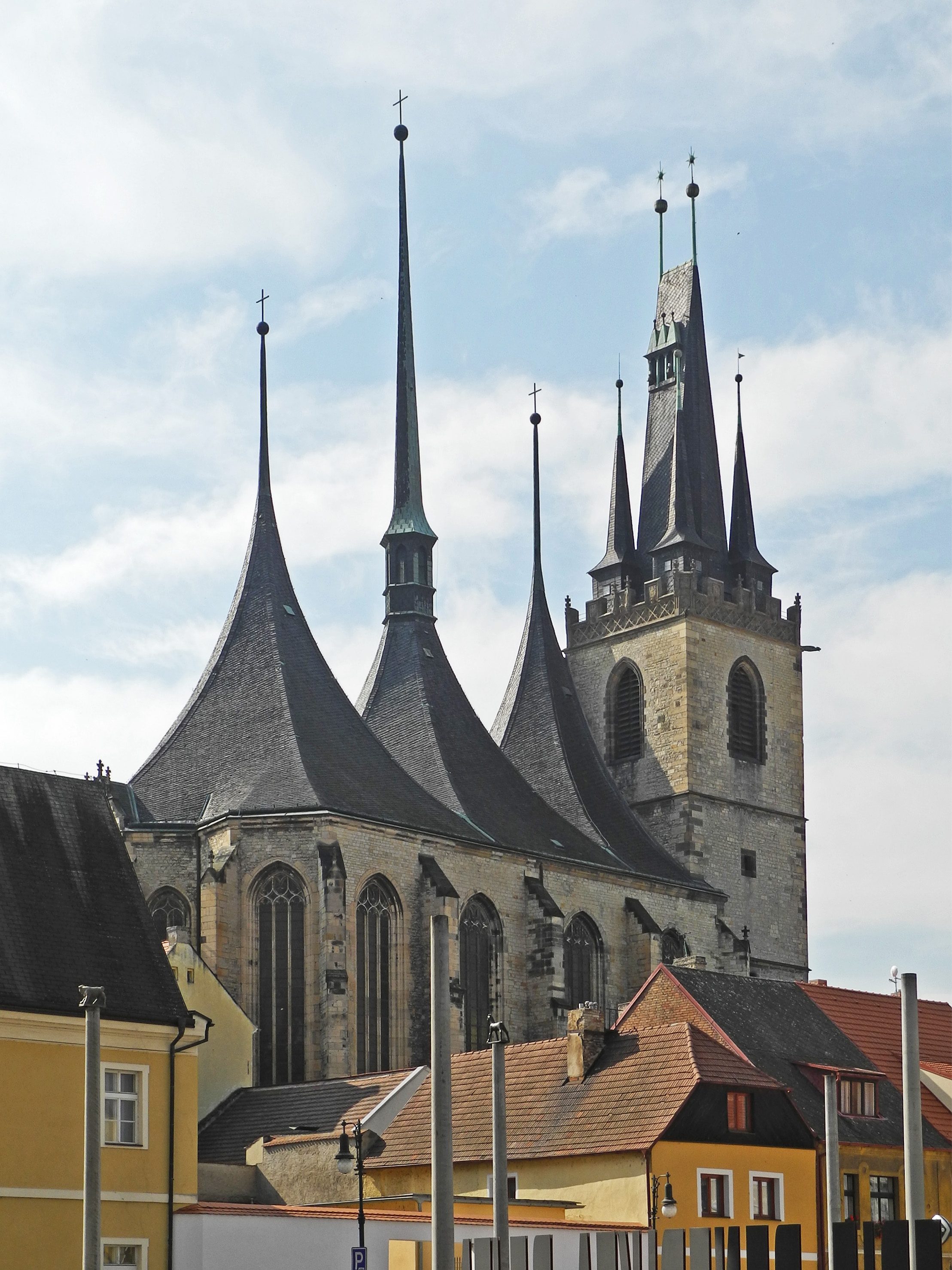
St. Nikolaus (Louny)

Die römisch-katholische Kirche St. Nikolaus (tschechisch Kostel svatého Mikuláše) ist eine römisch-katholische Pfarrkirche in Louny (deutsch: Laun). Sie ist eines der Hauptwerke der spätgotischen Architektur in Tschechien und ein geschütztes Kulturdenkmal. Im Jahr 1995 wurde sie zum Nationalen Kulturdenkmal erklärt.

## Geschichte

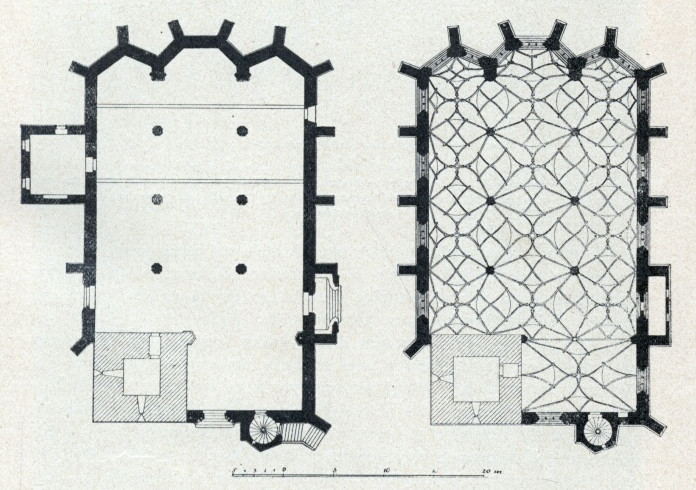
Grundriss (links) und Gewölbe der Kirche

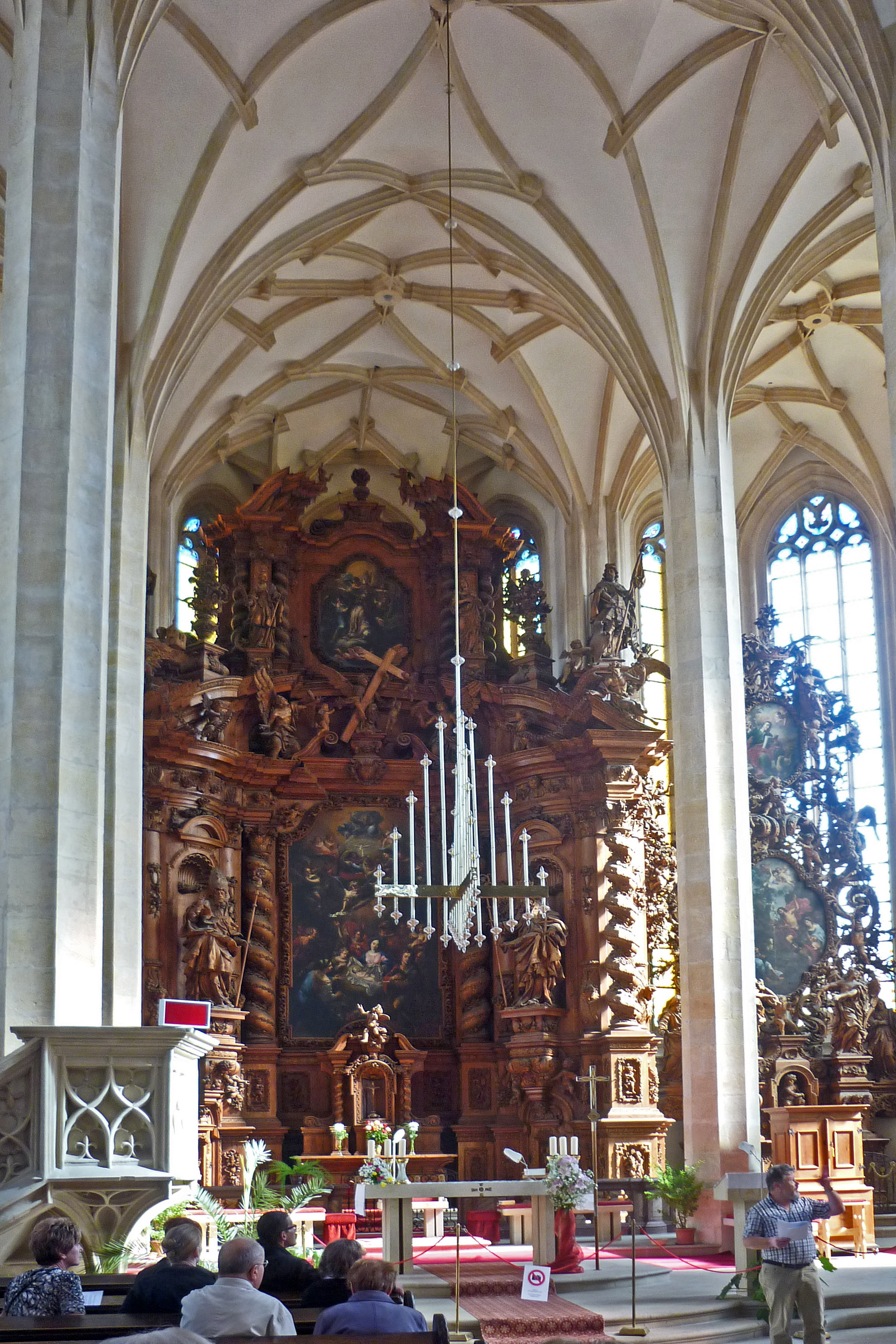
Innenansicht

Sie wurde nach einem Brand am 25. März 1517 an der Stelle der ursprünglichen Kirche der Kreuzerhöhung aus der Mitte des 13. Jahrhunderts von dem königlichen Architekten Benedikt Ried errichtet und 1538 fertiggestellt. Sie ist eine dreischiffige Hallenkirche mit einem Schlingrippengewölbe, dessen Rippen an den Kreuzungspunkten teilweise unvermittelt enden. Sie wird durch Strebepfeiler gestützt und schließt nach Osten in drei Chorpolygonen. Ein Pyramidendach mit drei Spitzen prägt die unverwechselbare Silhouette, ähnlich dem Dom der heiligen Barbara in Kutna Hora (Kuttenberg).
Der Innenraum wird von drei mächtigen hölzernen Altären dominiert. Sie wurden in den Jahren 1701–1706 von dem Bildhauer Hieronymus Kohl und dessen Schüler Franz Preiss geschnitzt. Die Konstruktion wurde von Markus Nonnenmacher entworfen; die Altargemälde schuf Johann Georg Schummer. Am Ende des 19. Jahrhunderts wurde die Kirche unter der Leitung von Josef Mocker und zu Beginn des 20. Jahrhunderts vom Launer Architekten Kamil Hilbert restauriert. Damals wurde erwogen, den Hauptaltar farbig zu bemalen, aber letztendlich blieb er in seiner ursprünglichen Form erhalten. Der Hauptaltar mit der Geburt Christi in der Mitte ist in einem konservativen Barockstil gehalten, die beiden Seitenaltäre gehören zu den ersten Akanthusaltären überhaupt. Alle drei sind das Werk des Schreiners Markus Nonnenmacher. Die Schnitzerei enthält viele Heilige, Biblische Erzählfiguren, und Engel sowie barocke Verzierungen.
Zwei der hohen Fenster mit neugotischen Glasmalereien mit religiösen Motiven wurden von einheimischen Bürgern aus dem frühen 20. Jahrhundert gestiftet, die anderen Glasmalereien zeigen feine, ornamentale Füllungen.

## Turm
Der Turm aus Sandstein ist 60 m hoch. Er ist durch einen Helm mit sechs Spitzen bekrönt. Die Anzahl der Stufen im Treppenturm und im Inneren des Turms beträgt insgesamt etwa 180. Im Turm befindet sich eine Schatzkammer (unzugänglich), in der vormals wichtige Stadturkunden aufbewahrt wurden. Darüber liegt ein für die Öffentlichkeit zugänglicher Teil des Turms, in dem fünf Glocken hängen. Auf der Etage mit der Galerie befindet sich die Türmerwohnung, wo ein Teil der vormaligen Raumgestaltung erhalten ist.

## Seelsorger
- 1807–1859 Antonín Pankrác (1782–1859), eine beliebte Persönlichkeit im religiösen und gesellschaftlichen Leben der Stadt, Ehrenbürger von Louny – der Titel wurde am 25. April 1841 feierlich verliehen.[2]
- 1978–1990 Milan Bezděk
- seit 1992 Werner Horák

## Besucher
Besucher der Kirche nach Angaben des Statistischen Dienstes der Kultur
| Jahr | Anzahl der Besucher |
| ---- | ------------------- |
| 2015 | 5 357               |
| 2016 | 5 071               |
| 2017 | 4 559               |

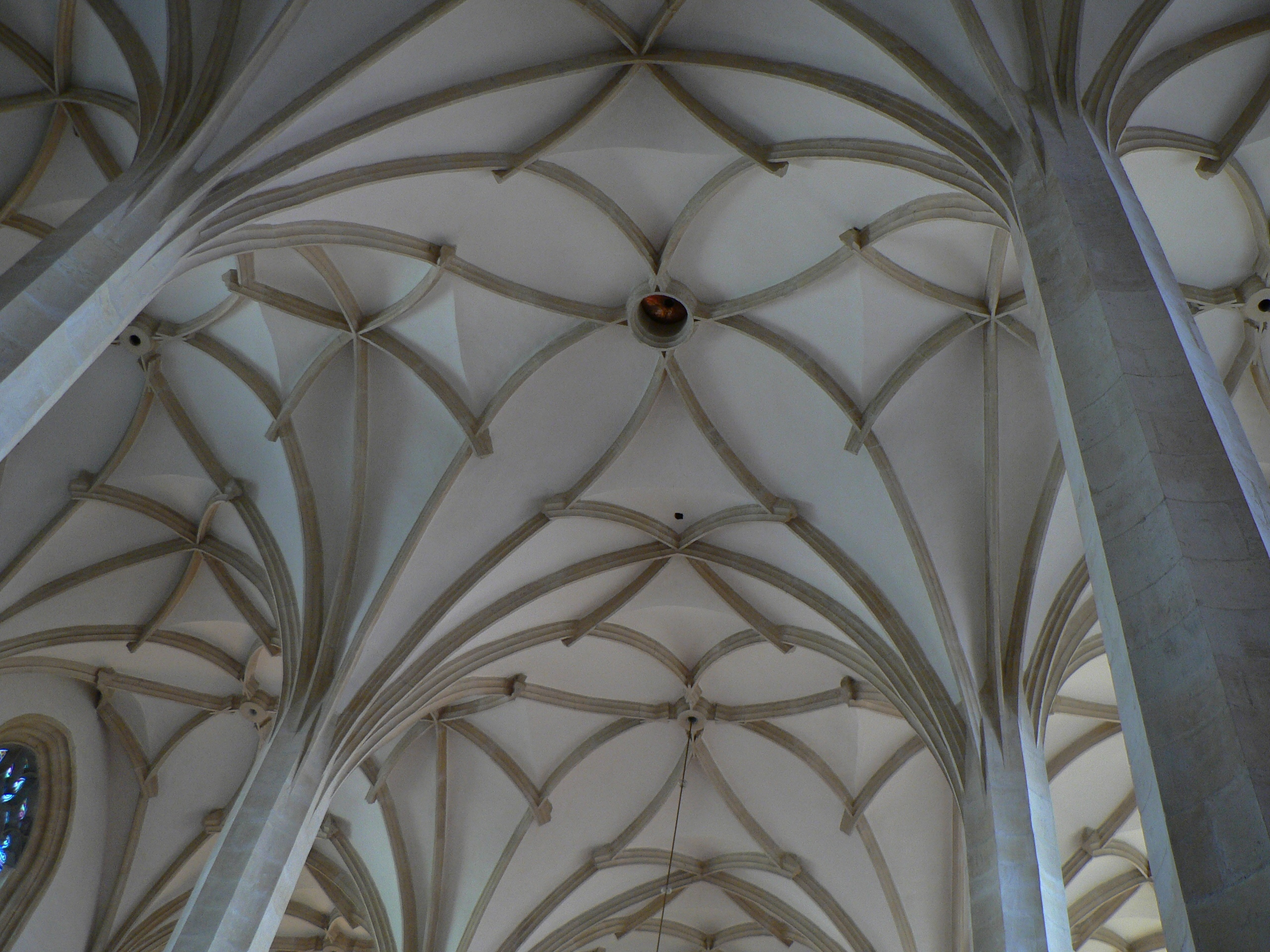
Kirchengewölbe
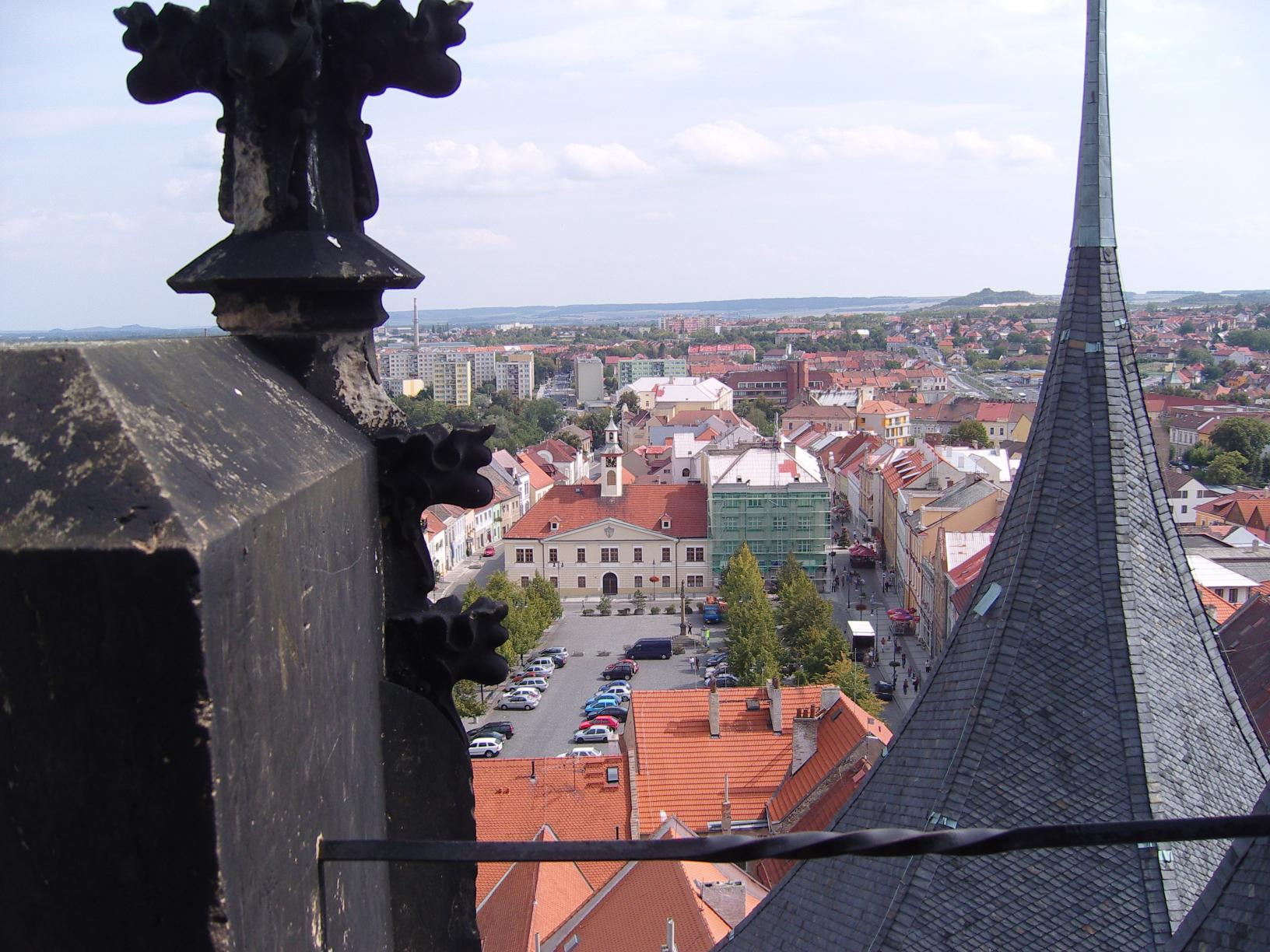
Blick auf Louny von der Turmgalerie
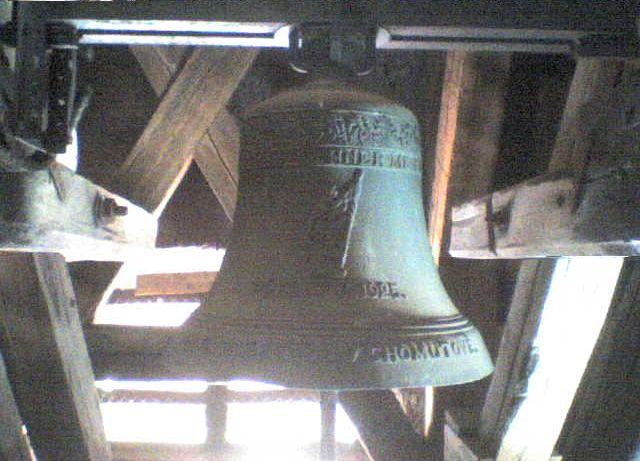
Eine der Glocken im Inneren des Turms
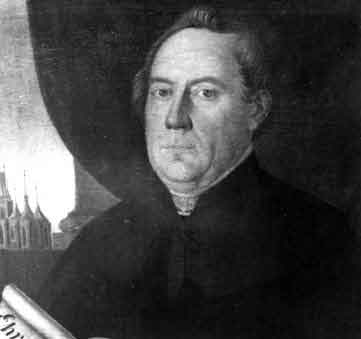
Antonín Pankrác, Dekan von Louny und der erste Ehrenbürger der Stadt, mit der St. Nikolaus-Kirche im Hintergrund